# Juan-les-Pins
Juan-les-Pins is een Franse badplaats aan de Middellandse Zee, ten westen van Antibes, de stad waartoe de plaats bestuurlijk behoort. Het ligt tussen Nice en Cannes, niet ver van de luchthaven van Nice.
De naam bestaat sinds 12 maart 1882. Het jaar daarop werd er een station gebouwd. Juan-les-Pins werd in het begin van de 20e eeuw een mondain uitgaanscentrum. De Amerikaanse zakenman Frank Jay Gould bracht er in 1923 zijn huwelijksreis door en vestigde zich er later. Hij liet er een casino en hotels bouwen. De Engels/Duitse actrice, zangeres en danseres Lilian Harvey runde hier haar eigen hotel. 

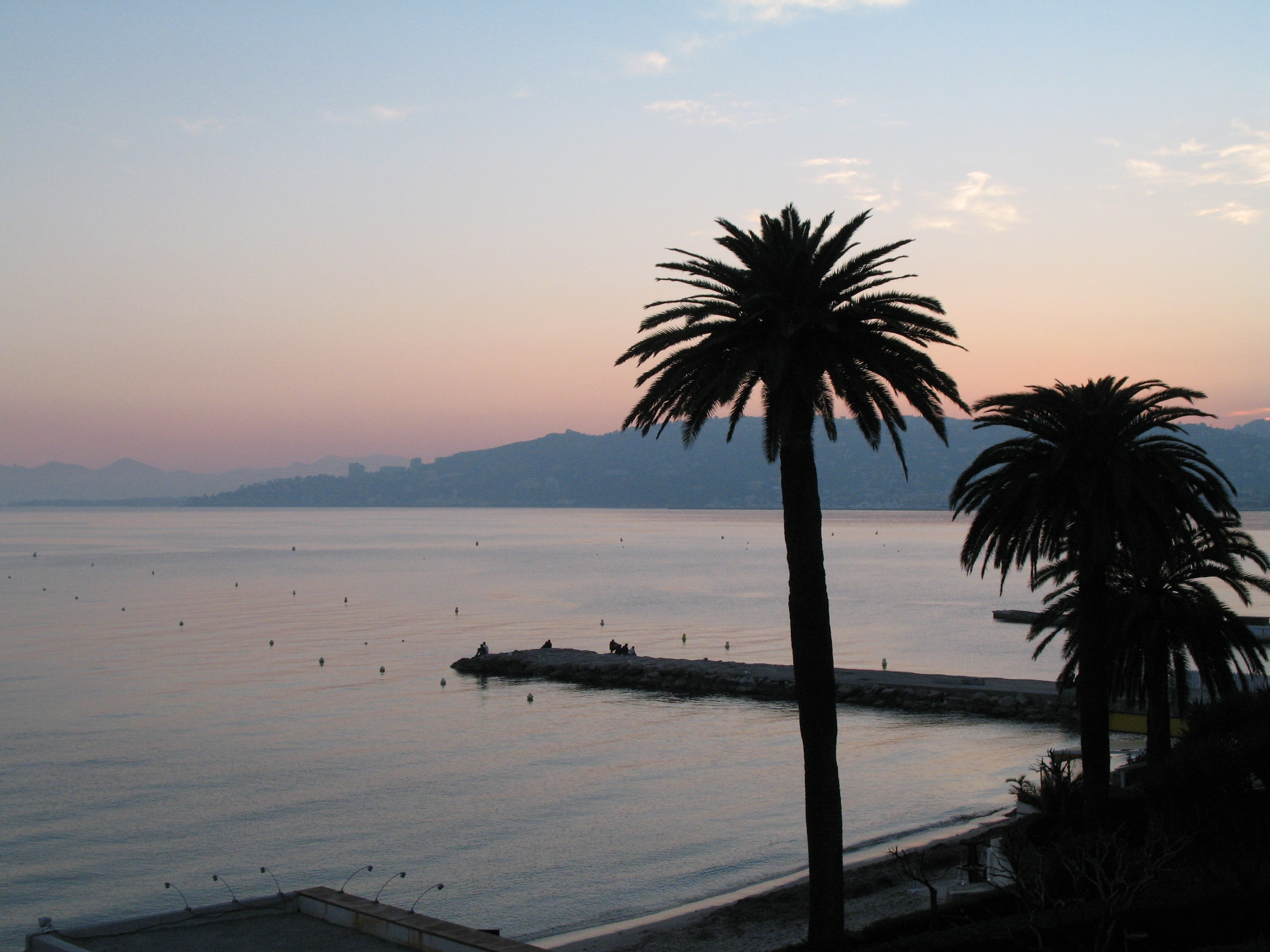
Blik op de Middellandse Zee

## Bezienswaardigheden
- Romeinse tuin
- Château Grimaldi
- Napoleon Museum
- Scheepsmuseum (Musée Naval)

## Trivia
- Juan-les-Pins is bekend vanwege het jaarlijkse jazzfestival, en er worden grote bridgetoernooien georganiseerd, waar in het verleden Omar Sharif aan deel nam.
- Juan-les-Pins was één keer etappeplaats in wielerkoers Ronde van Frankrijk. In 1962 was de Duitser Rudi Altig er ritwinnaar.
- De plaats wordt genoemd in het nummer Where Do You Go To (My Lovely)? van Peter Sarstedt uit 1969.